# Мерклин, Бальтазар
Бальтазар Мерклин (нем. Balthasar Merklin, ок. 1479—1531) — надворный советник и вице-канцлер при Карле V, а также епископ Хильдесхайма и Констанца.
Родившийся около 1479 года в семье городского солтыса Вальдкирха, Бальтазар Мерклин смог получить обширное образование: посещая изначально школу в эльзасском Шлеттштадте, он был студентом в Трире, Париже и в Болонье, получив в 1500 году учёную степень доктора церковного и светского права. Преподавая в дальнейшем в Трирском университете, он был его ректором с 1502 по 1504 годы.

## Светская карьера
С 1507 года Бальтазар Мерклин был членом имперской канцелярии (т. н. гофрата или Имперского надворного совета), отвечая за внутригерманскую политику: назначенный при Максимилиане I, он, после смерти последнего, стал единственным советником, перенятым в гофрат Карла V, и принял активное участие в разработке Вормсского эдикта, поставившего Мартина Лютера вне закона.
В период с 1522 по 1528 годы он выполнял свои обязанности, находясь в Испании, и там вступил в контакт с политиком и гуманистом Альфонсо де Вальдесом, совместно с которым разделял идеи Эразма Роттердамского. Однако именно в Испании особенно проявились негативные черты характера Бальтазара Мерклина: высокомерие и корыстолюбие, из-за чего он был сильно нелюбим.
В 1527 году Карл V назначил его своим вице-канцлером, и уже в следующем году Бальтазару Мерклину довелось совершить поездку по Германии, чтобы заручиться поддержкой имперских сословий при избрании Фердинанда германским королём, а также в борьбе императора против протестантизма и против Франции.
В 1529 году он принял участие в работе Второго шпайерского рейхстага, созванного для возобновления Вормсского эдикта, и на котором была подана ставшая знаменитой протестация, отказывавшая Карлу V в военной поддержке лютеранских имперских сословий. Несмотря на столь очевидный провал, Мерклин и в последующие годы оставался при дворе, присутствуя, в том числе, на коронации Фердинанда I в Болонье и на рейхстаге в Аугсбурге в 1530 году. С другой стороны, непоколебимо враждебная позиция Бальтазара Мерклина по отношению к протестантам привела к его постепенной изоляции и потере влияния.

## Церковная карьера
Окончив образование, Бальтазар Мерклин получил в начале 1500-х годов свои первые церковные бенефиции, и уже в 1508 году — место пробста коллегиального капитула святой Маргариты в Вальдкирхе.
В 1511—1512 годах он был генеральным викарием в Констанце, и в 1517 году получил новые пребенда от домского (соборного) капитула.
В самом разгаре Реформации, в 1527 году под давлением Карла V он был назначен епископом в Хильдесхайме и — несмотря на возражения домского капитула и правящего епископа Хуго фон Хоэнланденберга — коадъютором в Констанце (с правом наследования кафедры). В следующем 1528 году Бальтазар Мерклин стал пробстом констанцского собора, и после вынужденного отречения Хуго фон Хоэнланденберга, в 1530 году возглавил епархию.
Занятый в имперской политике, он, однако, исключительно редко бывал в Констанце и в Хильдесхайме, и потому не оказал фактически никакого влияния на ход событий.
Бальтазар Мерклин внезапно умер во время очередной поездки в Трир 28 мая 1531 года. Интересно, что после его смерти руководство констанцским епископством вновь, хотя и на короткое время, перешло к его предшественнику Хуго фон Хоэнланденбергу.